# Kleine Zitterspinne

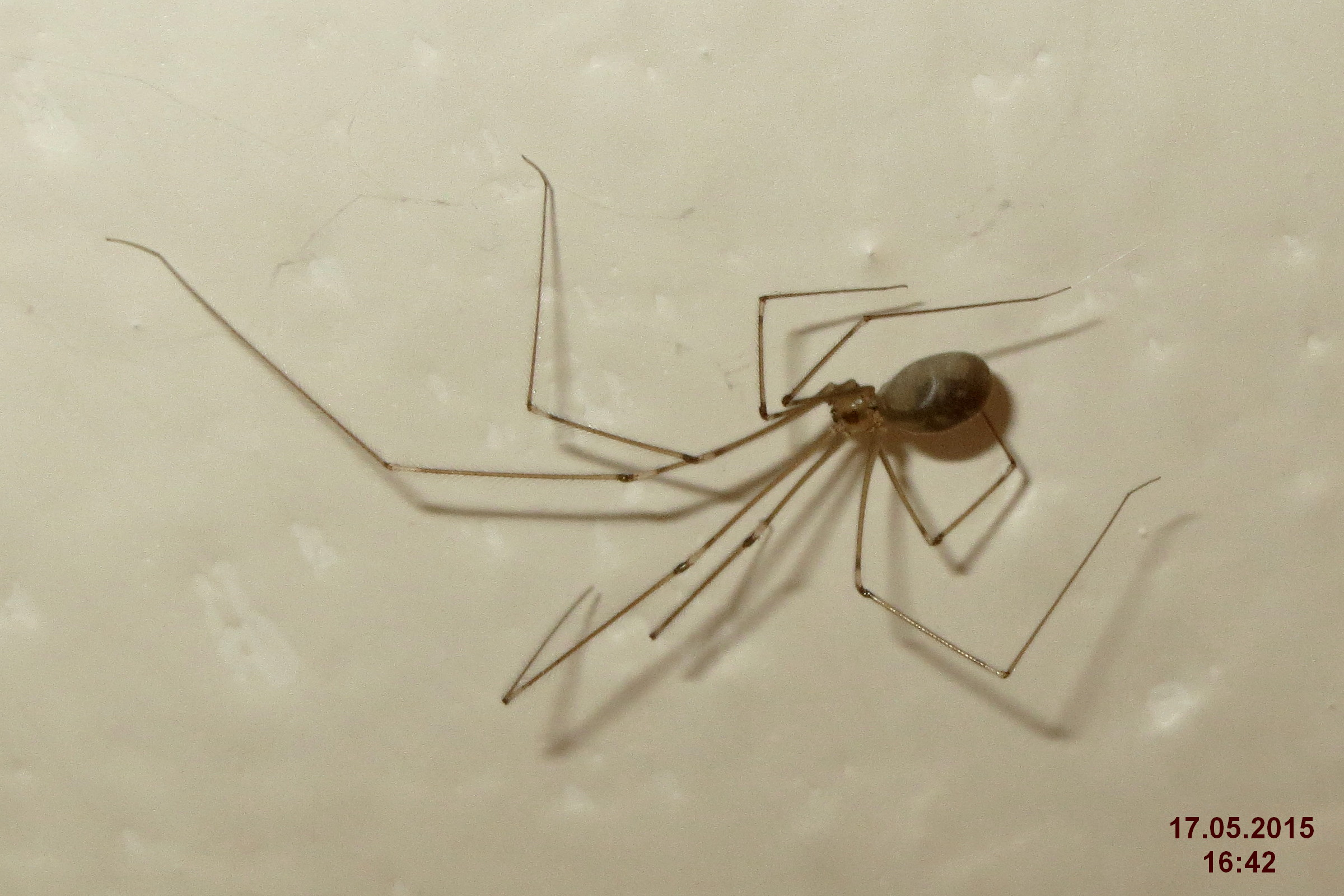
Kleine Zitterspinne in Lauerstellung

Die Kleine Zitterspinne (Pholcus opilionoides) ist eine Art der Zitterspinnen. Sie lebt in Europa und angrenzenden Gebieten, vorwiegend Richtung Westasien.

## Merkmale
Beide Geschlechter werden 4–5 mm groß. Die Art ist kleiner als die Große Zitterspinne. Weibchen kann man mikroskopisch anhand der Form der rotbraunen Chitinspange (Epigyne) erkennen.

## Lebensraum
Die Art lebt zwischen Felsen, in Grotten, in hohlen Baumstämmen, in der Bodenstreu und unter Steinen in Wäldern, Steinbrüchen, Geröllhalden und Felsbereichen. Als Kulturfolger kommt die Art auch in Häusern, vor allem in Kellern, und im oberen Bereich von Kanalisationsschächten vor, ist aber deutlich weniger synanthrop als die Große Zitterspinne. Die Art ist in Deutschland relativ häufig, im Nordwestdeutschen Tiefland jedoch seltener.

## Phänologie
Reife Tiere finden sich von Juni bis September.